# فتاة في العشرين (مسلسل)
فتاة في العشرين مسلسل تلفزيوني تراجيدي عراقي، من إنتاج 1979.

## أحداث المسلسل
تدور أحداث المسلسل بين أحلام فتاة في زمن الإنفتاح الثقافي، و حرية الرأي و الاختيار، وبين أفكار الماضي التي ما زالت تفرض سيطرتها على بنية المجتمع، متمثلة في الجيل السابق، والذي يرفض فكرة التعايش مع معطيات العالم الحديث.

## طاقم العمل

### تأليف
- صباح عطوان.

### إخراج
- عمانوئيل رسام.

### مساعد مخرج
- غزوة الخالدي.
- حسين علي حسين.
- صبيح صادق.

### تصوير
- محمد خطار.

### إنتاج
- شركة بابل.

### ممثلون
بطولة عبد المطلب السنيد
- شذى سالم.[2][3]
- سعدية الزيدي.
- سناء عبد الرحمن.
- سهام السبتي.
- سامي عبد الحميد.
- كامل القيسي.
- عبد الواحد طه.
- سمير القاضي.
- رجاء فاضل.
- غازي القيسي.
- سوسن شكري.
- إبتسام يحيى.
- منى سلمان (ممثلة).
- عواطف السلمان.
- رضية فياض.
- أسيل رسام.
- عبد المطلب السنيد.
- حسين اللامي.
- نزار السامرائي.

## وصلات خارجية
- موقع دائرة السينما والمسرح
- موقع الفنون الجميلة